# Giovanni de Dondi

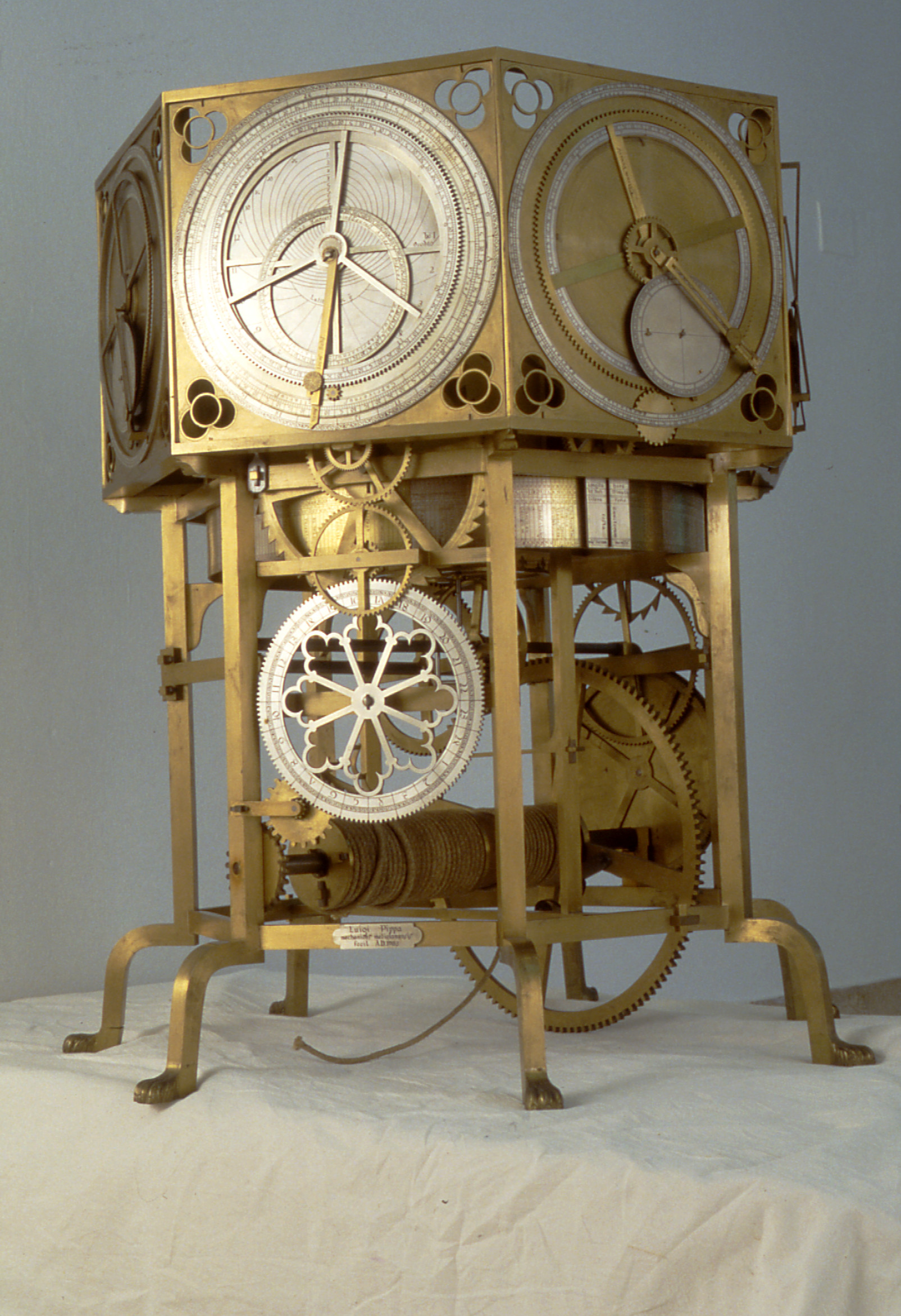
Astrarium von Giovanni Dondi (XIV Jahrhundert). Wiederaufbau, Museo nazionale della scienza e della tecnologia Leonardo da Vinci, Mailand.

Giovanni de’ Dondi, auch Giovanni Dondi dall’Orologio (* 1318 in Chioggia, Venetien, Italien; † 22. Juni 1389 in Mailand, Lombardei), war ein italienischer Gelehrter und Hochschullehrer. Er entwickelte das Astrarium, eine der ersten öffentlichen astronomischen Uhren der Welt.

## Familie
Giovanni war der Sohn des Stadtphysicus Jacopo de Dondi (1290–1359), der nach seinem Studium an der Universität Padua in Chioggia als Lehrer und Arzt tätig war, sich aber nebenbei mit Astronomie und dem Bau von Uhren beschäftigte.
Giovanni de’ Dondi war zweimal verheiratet. In erster Ehe heiratete er im September 1354 in Padua Giovanna di Reprandino dalle Calze. Aus dieser Ehe stammen der Sohn Jacopo und vier Töchter. Sofort nach dem Tod seiner ersten Ehefrau heiratete er im Juli 1379 in Pavia Caterina di Gerardo da Tergola und bekam mit ihr weitere vier Kinder.

## Leben
Dondi, Zeitgenosse und späterer Freund des Dichters Francesco Petrarca (1304–1374), folgte 1348 seinem Vater an die Universität Padua, der dort schon seit 1342 eine Professur an der medizinischen Fakultät hatte, und wohnte mit ihm gegenüber dem Pozzo Mendolo. Nach seinem Studium wurde Giovanni etwa 1350/1352 ebenfalls Medizin-Professor an dieser Universität. Im Jahr 1359 wurde er Mitglied der vier Fakultäten Medizin, Astrologie, Philosophie und Logik (Mathematik) und erhielt Anerkennung für seine fachübergreifende Lehre.
Von 1368 bis 1370 war er Professor für Medizin an der Universität Florenz. Im Jahr 1371 wurde Dondi zum Botschafter in Venedig berufen und 1372 gehörte er einem Kreis von fünf Bürgern an, die sich um bessere diplomatische Beziehungen zwischen Carrara und der venetianischen Republik bemühen sollten. Doch noch im selben Jahr wechselte er zu einem ähnlichen Kreis in Padua, der einen Krieg gegen Venedig in Erwägung zog.
Nach dem Venedig-Konflikt scheint Dondi die Gunst seines bisherigen Förderers Francesco de Carrara, des Prinzen von Padua, verloren zu haben. Inzwischen war Dondi aber mit Gian Galeazzo Visconti (1351–1402) von Pavia befreundet, der ihn mit Geld und Ehrungen an seine Universität lockte. So ging Dondi an die Universität Pavia, wirkte dort als Professor und Diplomat und wohnte (August 1382) in Viscontis Palast. Erst im September 1387 baute er sich in Pavia seine eigene Residenz.
Bei einem seiner letzten Besuche bei Antoniotto Adorno, dem Dogen von Genua, erkrankte Dondi und starb 1389 in Mailand. Sein Leichnam wurde neben dem seines Vaters in der Familiengruft zu Padua beigesetzt.

## Astrarium

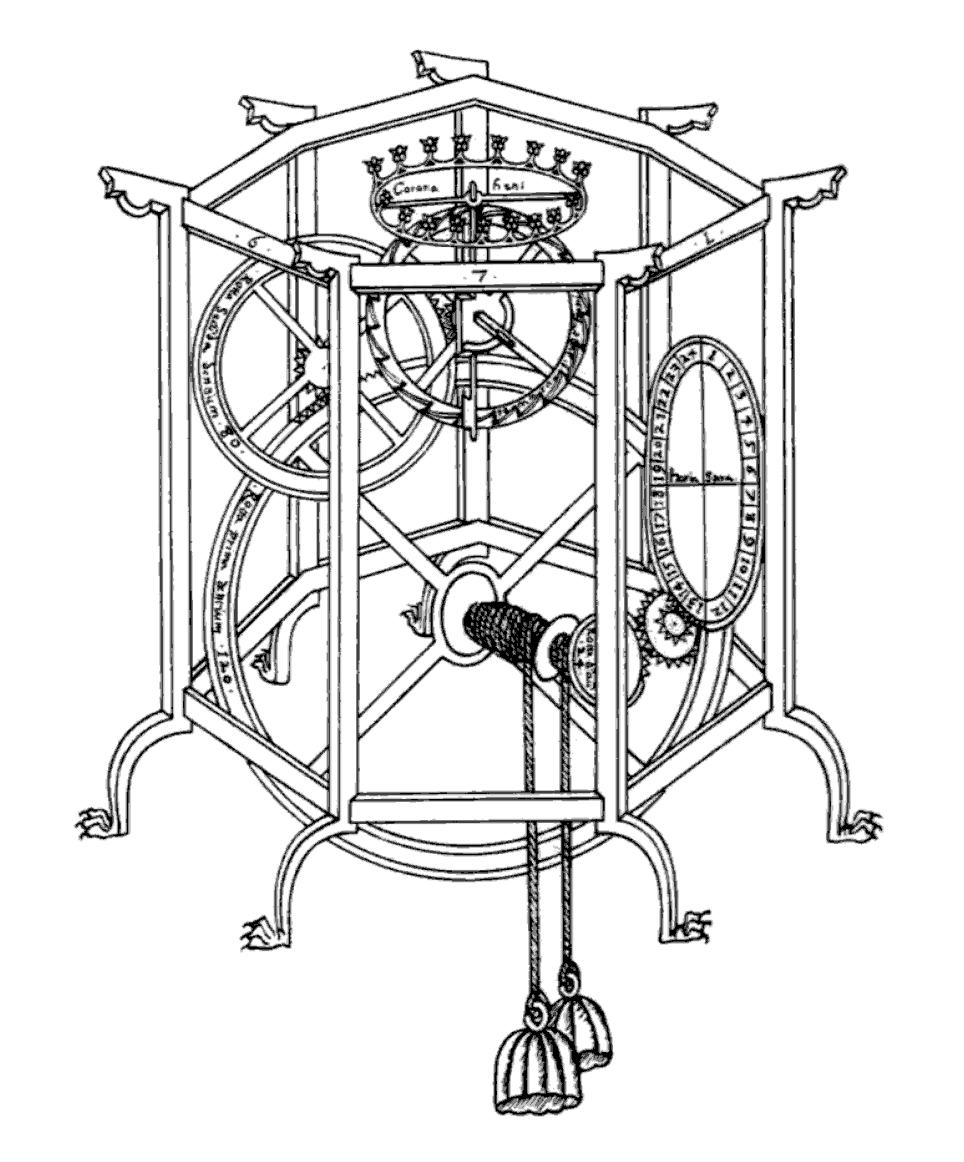
Zeichnung des Astrariums von de Dondi

Dondi war durch seinen Vater zur Astronomie und zur Uhrmacherei gekommen. Dieser hatte mit Förderung des Prinzen Ubertino de Carrara in Padua eine öffentliche Schlagwerkuhr für dessen Palazzo del Capitanio gebaut, die schon 1344 in den Palastturm eingebaut wurde. Die Uhr wurde allerdings im Jahr 1390 zerstört, als die Mailänder den Palast stürmten.
Giovanni wurde einer der bedeutendsten Astronomen seiner Zeit. Gleich nach seiner Ankunft in Padua im Jahr 1348 begann er mit dem Entwurf und dem Bau seiner eigenen astronomischen Uhr, des sogenannten „Astrariums“ oder „Planetariums“, einer mechanischen Räderuhr mit Gewichtantrieb und Schlagwerk. Er schloss diese Arbeit erst 1364 ab, also 16 Jahre später, und ließ seine Erfindung auf dem großen Marktplatz von Padua aufstellen. Diese Uhr zeigte u. a. den Lauf der Sonne, des Mondes und der damals bekannten fünf Planeten Venus, Mars, Saturn, Merkur und Jupiter um die Erde als Zentrum – gemäß dem damals vorherrschenden ptolemäischen Weltbild (siehe auch: Almagest). Außerdem wurde erstmals die Länge eines jeden Tages in Stunden und Minuten, das genaue Datum und der Name des zu ehrenden Heiligen angezeigt. Das Original des „Astrariums“ ging 1630 in Mantua verloren, doch Modelle stehen heute im Mailänder Museo nazionale della scienza e della tecnologia Leonardo da Vinci, im Washingtoner National Museum of American History des Smithsonian Instituts, im Pariser Observatorium, im Londoner Science Museum, im Internationalen Uhrenmuseum La Chaux-de-Fonds und im Uhrenmuseum Beyer in Zürich (Schweiz).

## Werke
Sein berühmtestes Werk ist die Schrift Tractatus Astrarii, erschienen 1389 in Padua, deren Reprint 1960 von der Vatikanischen Bibliothek in Rom, im Jahr 2003 vom Genfer Verlag Droz neu herausgegeben wurde.

## Belletristik
- Hans Magnus Enzensberger: Mausoleum. Siebenunddreißig Balladen aus der Geschichte des Fortschritts. Suhrkamp Verlag, 1978, ISBN 3-518-01602-4